# Allée couverte de Kergoustance
L'allée couverte de Kergoustance est un allée couverte située sur la commune de Moëlan-sur-Mer, dans le département français du Finistère.

## Historique
Le monument est décrit sommairement pour la première fois par René-François Le Men en 1874. Il est déjà endommagé à cette époque. Paul du Châtellier le fouille en 1882. Il est inscrit au titre des monuments historiques par arrêté du 20 février 1996.

## Description
L'allée couverte est orientée nord-est/sud-ouest. Elle mesure 17,80 m de long pour une largeur maximale de 3,40 m mais ne dépasse pas 1,40 m de hauteur. Elle est délimitée par seize orthostates, deux sont manquants, recouverts par sept tables de couverture. Les piliers du côté sud-est étant plus courts, toutes les tables penchent de se côté. La plus épaisse mesure 0,70 m d'épaisseur. Toutes les dalles sont en granite rose de Moëlan.
L'extrémité sud-ouest de l'allée est fermée par une dalle verticale. Elle est prolongée par une cellule terminale de forme triangulaire délimitée par deux piliers. L'ensemble a sans doute été un peu malmené par la croissance des arbres qui avaient poussé à l'intérieur.
Jusqu'au début du XXe siècle, il existait à environ 25 m un alignement mégalithique sur quatre ou cinq rangs d'une longueur de 42 m et dessinant un angle avec l'allée, constitué de pierres de petites dimensions.
La fouille de du Châtellier ne livra qu'une unique urne cinéraire et des pièces de monnaie en bronze d'époque romaine.

## Folklore
Selon la tradition locale, le monument était habité par des korrigans qui entraînaient, pour les faire danser toute la nuit autour de l'édifice, les personnes âgées et les hommes qui s'en approchaient de trop près en se rendant au moulin proche.